# Giulio di Orta
Giulio di Orta (Isola di Egina, ... – Isola di San Giulio, 401) è stato un religioso greco, promotore del Cristianesimo nella zona intorno al lago d'Orta e nell'alto Novarese.
Di origine greca, si trasferì in Italia con il fratello Giuliano, stabilendosi nel novarese ove si dedicò all'evangelizzazione dei pagani ed alla costruzione di chiese.

## Biografia
Alla fine del IV secolo i due fratelli Giulio e Giuliano, originari dell'isola di Egina arrivano sulle rive del Cusio e si dedicano, con il beneplacito dell'imperatore Teodosio I all'abbattimento dei luoghi di culto pagani e alla costruzione di chiese. La leggenda devozionale vuole che Giulio abbia lasciato al fratello il compito di edificare a Gozzano la novantanovesima chiesa, cercando da solo il luogo dove sarebbe sorta la centesima. Individuata nella piccola isola il luogo adatto, ma non trovando nessuno disposto a traghettarlo, Giulio avrebbe steso il suo mantello sulle acque navigando su di esso. Sull'isola Giulio sconfisse i draghi e i serpenti che popolavano quel luogo, simbolo evidente della superstizione pagana, confinandoli sul Monte Camosino, e gettando le fondamenta della chiesa nello stesso punto in cui oggi si trova la basilica di San Giulio.
La versione più antica della "Vita di san Giulio" risale forse al VII - VIII secolo, ma sicuramente essa ha subito modifiche successive come dimostra il riferimento al martirio di sant'Arialdo avvenuto nell'XI secolo. 
Lo storico Paolo Diacono, nella Historia Langobardorum, cita la presenza del duca longobardo Mimulfo nell'isola di "San Giuliano" nel corso del VI secolo. Tale notazione ha innescato un dibattito tra gli storici che sostengono la veridicità del racconto tradizionale che parla dei due fratelli e coloro che sostengono la presenza di un solo evangelizzatore (Giulio o Giuliano) sdoppiato nella tradizione posteriore per soddisfare interessi locali. La questione è tuttora dibattuta e argomenti sono stati portati a sostegno di entrambe le tesi.
A Giulio e Giuliano di Egina è attribuita la fondazione di cento chiese o cappelle, ma solo in due casi è stata accertata realmente l'origine paleocrisitana dell'edificio. Scavi archeologici condotti nella Basilica di San Giulio e nella chiesa di San Lorenzo a Gozzano hanno confermato infatti l'ipotesi che la "leggenda" dei due santi contenga diversi elementi storici.

## Culto
San Giulio ha dato il suo nome all'unica isola del lago d'Orta, che nel medioevo era chiamato "lago di San Giulio". Proprio attorno ad esso si sviluppò dal XIII secolo al XVIII secolo la Riviera di San Giulio.
La festa liturgica si tiene il 31 gennaio ed è ancora molto sentita dai fedeli, che vengono da tutto il novarese.
A san Giulio sono intitolate diverse chiese in Piemonte e Lombardia. 
Il santo è patrono dei muratori, in ragione della sua attività di edificatore di chiese, ed è spesso raffigurato con strumenti di lavoro in mano.